# Teatrul Ariston
Teatrul Ariston (din greacă ἄριστον, „cel mai bun sau excelent”) din orașul Sanremo este unul dintre cele mai cunoscute cinematografe din Italia, unde sunt organizate spectacole și evenimente, inclusiv Festivalul de la Sanremo.